# Tagebaulokomotive EL 1
Die elektrischen Tagebaulokomotiven EL 1 wurden von einem Konsortium, bestehend aus den Firmen Henschel, Krupp, Krauss-Maffei, Siemens-Schuckertwerke, AEG und Brown, Boveri & Cie. in der Zeit von 1954 bis 1965 in 117 Exemplaren für die Rheinischen Braunkohlenwerke gefertigt.
Die Lokomotiven in Normalspur werden seit dem Jahr 2000 durch die Adtranz EL 2000, einem Nachfolgetyp, ersetzt. Zum Stand Februar 2025 sind noch 21 Lokomotiven der Baureihe erhalten.

## Geschichte
Da sich im Braunkohlebergbau im Tagebaubetrieb das Verhältnis Kohle/Abraum ständig verschlechterte, waren die Abbaubetriebe zu neuen Lösungen bei der Fördertechnik gezwungen, um am Markt konkurrenzfähig zu bleiben.
Bei Rheinbraun vergrößerten sich dazu die Förderwege durch stillgelegte Tagebaue. Das Unternehmen entschloss sich daher, die neue Nordsüdbahn zum Tagebau Garzweiler in Normalspur anzulegen, was den Bau einer völlig neuen Lokomotive bedingte. Diese Maschine sollte bei den Fahrmotoren die bewährte Gleichstromtechnik behalten, für die Fahrleitung wurde Wechselspannung mit der Industriefrequenz 50 Hz verwendet.
1955 wurden die ersten Lokomotiven geliefert. Ihre Aufgabe war die Beförderung eines Zuges mit acht Kohlewagen 100 m³ mit einem Gesamtgewicht von ungefähr 2000 t. Auf den Strossengleisen sollten sie im Kriechgang eine Geschwindigkeit von 1 km/h nicht überschreiten und als Höchstgeschwindigkeit sollten 70 km/h erreicht werden. Sie sollten doppeltraktionsfähig für schwerere Einheiten sein, wobei die Steuerung so ausgelegt sein sollte, dass alle Lokomotiven unterschiedlichster Bauweise miteinander kommunizieren sollten.
Die Lokomotiven wurden als Rheinbraun 507…635 bezeichnet und haben sich im Betrieb gut bewährt. Einige wie die jetzige 541 von RWE Power haben in der Zwischenzeit ein Alter über 60 Jahren erreicht. Zum Stand 2025 sind noch 21 Lokomotiven in Betrieb. Zwei ausgemusterte Lokomotiven wurden 1974 zu sogenannten Tendern, rollfähigen Umformern für Gleichstromlokomotiven umgebaut. Der betriebsfähige Tender hatte ein Gewicht von 90 t.
Die Rheinbraun 625 steht vor dem Betriebsgebäude der Eisenbahnabteilung der Gesellschaft in Bergheim.

## Technik
Die Lokomotiven besitzen einen Führerstand auf einer Seite mit einem kleinen Vorbau davor. Der Führerstand ist 1,3 m breiter als der Fahrzeugkasten. Dadurch kann die Lokomotiven auch im Betrieb mit dem Maschinenraum voran betrieben werden. Die Lokomotiven hat Henschel bevorzugt zusammen mit SSW, Krupp mit AEG und Krauss-Maffei mit BBC gefertigt, es gibt auch Ausnahmen in der Paarung. Abweichungen gab es nur in der Länge und dem Drehzapfenabstand zwischen den Lokomotiven von Krauss-Maffei und denen von Krupp. Die Krupp-Lokomotiven sind 2 m kürzer, ebenso der Drehzapfenabstand. Damit ändern sich die Massen der Lokomotiven.
Die Fahrdrahtspannung muss auf Gleichspannung für die in Tatzlagerbauart ausgeführten Fahrmotoren umgewandelt werden. Die Mehrzahl wurde mit einem Ward-Leonard-Umformer ausgeführt, weniger wurde eine Steuerung mit Quecksilberdampfgleichrichter gewählt. Zwei Lokomotiven mit einem Gleichrichter, die Lokomotiven mit den Nummern 546 und 549, sind 2024 noch aktiv. Die Firmen AEG und BBC fertigen auf Kundenwunsch einheitliche Ausrüstungen, zu SSW besteht im Wesentlichen nur der Unterschied betreff des Anlassens der Synchronmotoren. Die Steuerungen sind so ausgelegt, dass bei Doppeltraktion auch Lokomotiven verschiedener Elektrikhersteller verwendet werden können.
1980 wurde bei der Lokomotive 540 eine Thyristorsteuerung, eine sogenannte ABC-Steuerung, eingebaut und getestet. Nach dem erfolgreichen Test dieser Steuerung erhielten weitere Lokomotiven diese Steuerung.